# Jailhouse Rock
„Jailhouse Rock“ е песен написана от американските текстописци и композитори Джери Лейбър и Майк Столер, прочула се като първия хит на Елвис Пресли. Издадена е като сингъл с 45 оборота в минута, на 24 септември 1957 г. в САЩ, точно в излъчването на филма „Затворнически рок“, в който той участва.
Песента, пята от него, е на 67-о място в списака на Ролинг Стоун, както и в 500-те велики песни на всички времена, която бива включена в списъка на Рокендрол залата на славата по-късно. Освен това сингълът става номер едно хит в САЩ за период от 7 седмици след издаването си, както и във Великобритания за 3 седмиви в началото на другата година. През същата година тя е номинирана и за една от водещите песни на грамофонни плочи заедно с други песни от филма „Young and Beautiful“, „I Want to be Free“, „Don't Leave Me Now“ както и в „(You're So Square) Baby I Don't Care“.
Успявайки да оглави класацията Билборд №1 за EP (грамофони плочи), той продава допълнителните му два милиона копия, които му спечелват наградата двойна-платинена RIAA сертификация.
През 2005 г. песента е преиздадена отново в Обединеното кралство, като достига до 1-во място за една седмица. Освен че става пример за простата стихова форма песента продава четири милиона копия в САЩ, а видеото към песента е известно като първия музикален клип за всички времена.

## Участници
Някой от геройните имена в клипа са на истински хора. Едно от тях е Шифти Хенри, добре познат музикант от Лос Анджелис а не престъпник, както е изобразен в клипа. Зад друго име като Пърпъл Ганг, се крие похитителна банда от 1920-те известна като „Бръмбарите“. „Некадърника“ е псевдонима на Американската армия през Втората световна война назоваваща загубеняк, който станал популярен комичен герой в комиксните списания.
Както е отбелязано от Роулинг Стоунс, моментите от текста, в които затворниците флиртуват и танцуват един с друг могат да се тълкува като хомосексуалните взаимоотношения между лишените от свобода.